# Hélder Rosário
Hélder Miguel do Rosário, conhecido apenas por Hélder Rosário (Lisboa, 9 de março de 1980) é um futebolista português, que atua como defensor. Revelado pelo Sporting, atualmente defende o Málaga.